# 天仲院本堂
天仲院本堂（てんちゅういんほんどう）は、岡山県にある臨済宗の寺院建築。棟札から1828年（文政11年）に建立されたことがわかり、江戸時代後期の地方における典型的な禅宗の本堂建築の好例である。本瓦葺の入母屋造で、側廻りには角柱を立てて舟肘木によって軒を受けている。南面し平面は正面広縁付、座敷を西北の隅に配した６間取方丈形式とする。2004年6月9日、登録有形文化財に登録された。天仲院は、臨済宗東福寺派宝福寺の末寺で、井山宝福寺の塔頭の一つであったが、江戸時代初期に現在地に移った。

## 交通
総社駅から中鉄バス総社-妙仙寺・宮前線で、井尻野にて下車。